# Corrado Di Benedetto

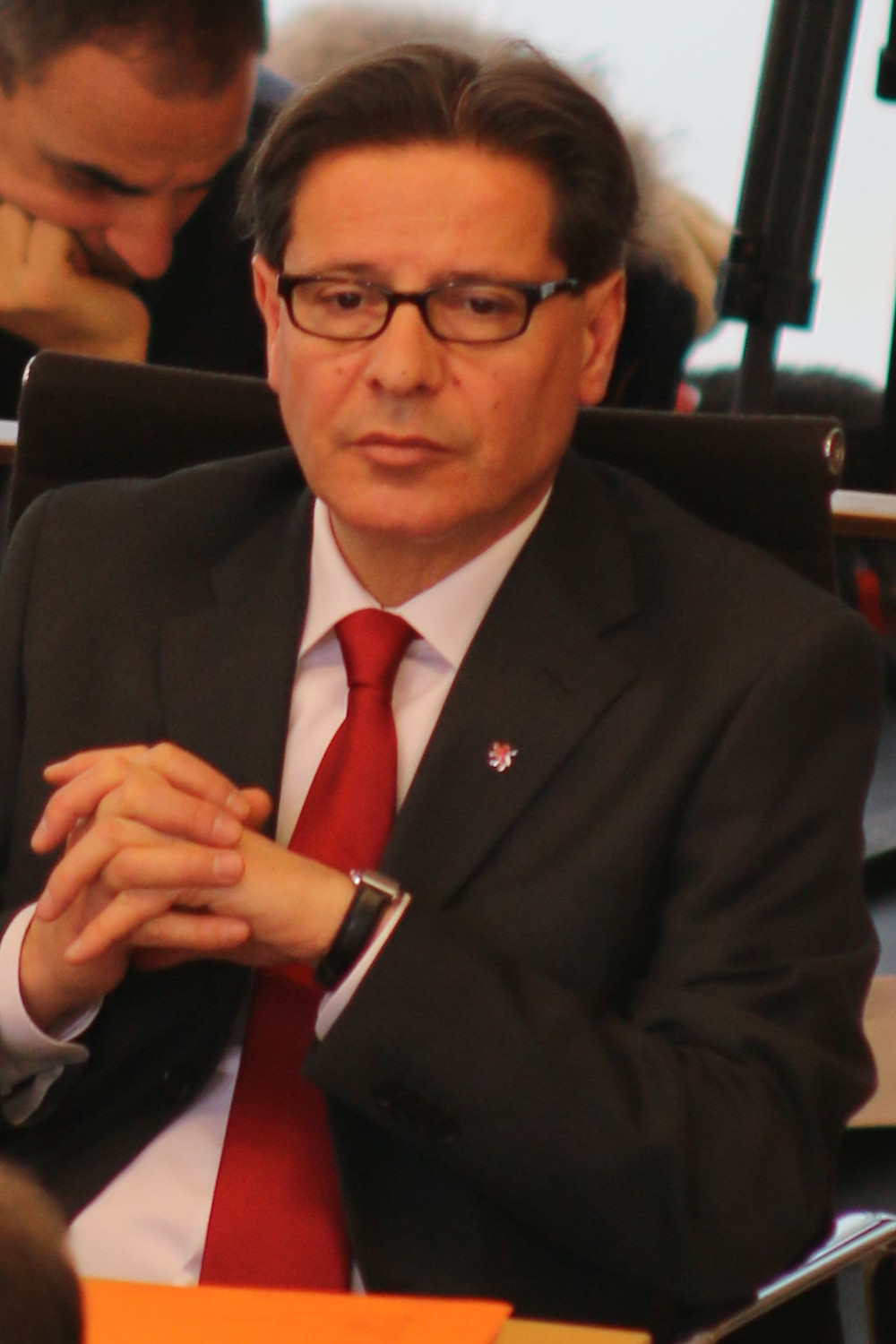
Corrado Di Benedetto bei der konstituierenden Sitzung des Hessischen Landtags 2014

Corrado Di Benedetto (* 16. April 1959 in Vastogirardi, Italien) ist ein deutscher Sozialpädagoge und ehemaliger Abgeordneter im Hessischen Landtag (SPD). Er besitzt ebenfalls die italienische Staatsangehörigkeit.

## Leben
Corrado Di Benedetto kam 1966 nach Mainz und besuchte dort die Schule. Er wechselte 1981 nach Wiesbaden, wo er bis 1986 Sozialpädagogik mit dem Abschluss Diplom studierte. Anschließend übernahm er eine Anstellung beim Caritasverband Offenbach/Main.

## Politik
Di Benedetto gelangte über seine Tätigkeit im Ausländerbeirat von Mühlheim am Main (seit 1986) und des Landkreises Offenbach (1999 bis 2010) in die Politik. Seit 2006 ist er Mitglied im Vorstand der Arbeitsgemeinschaft der Ausländerbeiräte Hessen – Landesausländerbeirat (agah), davon 2008 bis 2013 als Vorsitzender. In die SPD trat er 2011 ein. Er gehörte 2012 der 15. Bundesversammlung an. Bei der Landtagswahl in Hessen 2013 trat er im  Wahlkreis Offenbach Land I an. Hier unterlag er gegen Hartmut Honka. Ihm gelang jedoch der Einzug in den Landtag über einen Listenplatz der Partei. Bei der Landtagswahl in Hessen 2018 trat er nicht mehr an und schied daher aus dem Landtag aus.

## Auszeichnungen
- Ehrenbrief des Landes Hessen für besondere Verdienste im Bereich der Völkerverständigung, 2009